# Награда Фреда Билетникоффа

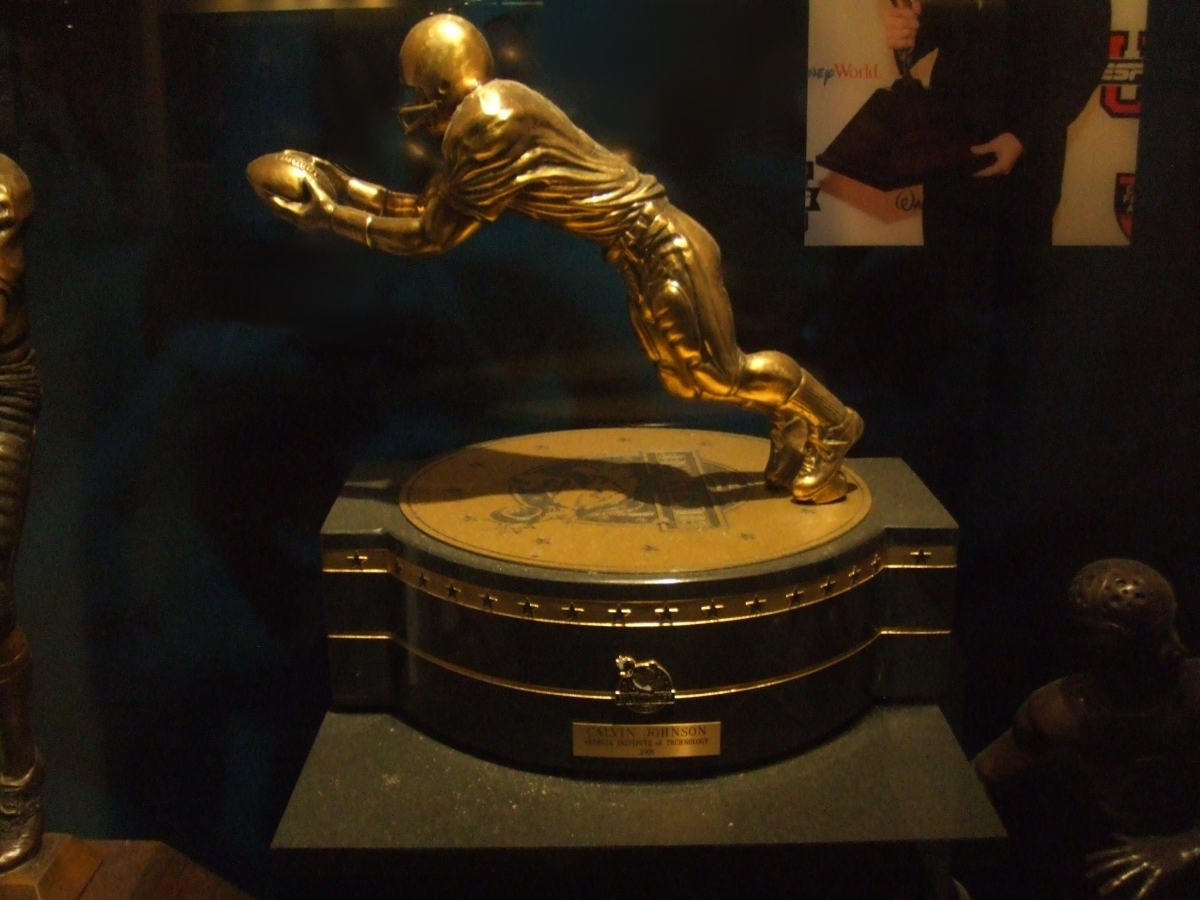
Награда Билетникоффа, вручённая Келвину Джонсону в 2006 году.

Награда Фреда Билетникоффа (англ. Fred Biletnikoff Award) — приз, присуждаемый самому выдающемуся принимающему футбольного турнира NCAA. Награда была учреждена организацией Quarterback Club Foundation города Таллахасси в 1994 году. Она названа в честь Фреда Билетникоффа, ресивера команды университета штата Флорида и клуба НФЛ «Окленд Рэйдерс», победителя и самого ценного игрока Супербоула XI. Несмотря на название, обладателем приза может стать не только ресивер, но и игрок других позиций, задействованных в пасовом нападении: тайт-энд или раннинбек.
Обладатель награды определяется по итогам голосования членов комитета, в состав которого входят журналисты, комментаторы, тренеры и обладатели награды прошлых лет. Первым её лауреатом в 1994 году стал Бобби Инграм из университета штата Пенсильвания. Два игрока, Майкл Крэбтри и Джастин Блэкмон, получали приз по два раза подряд. Действующим лауреатом награды является игрок команды университета Теннесси Джейлин Хайатт.

## История
Награда была учреждена некоммерческой организацией Quarterback Club Foundation из Таллахасси, штат Флорида, в 1994 году. Инициаторами её создания были Уолтер Мэнли, основатель и председатель фонда, и Рокки Бевис. В интервью изданию Tallahassee Magazine Мэнли говорил, что на тот момент существовали индивидуальные призы для кикеров, раннинбеков и квотербеков, а принимающие своего трофея не имели. Выбор имени для награды, по словам Бевиса, был связан с тем, что, по их мнению, Фред Билетникофф представлял собой образец принимающего каким он должен быть. Во время своей карьеры в команде университета штата Флорида, расположенного в Таллахасси, Билетникофф включался в состав сборной звёзд NCAA, в составе клуба «Окленд Рэйдерс» он становился победителем Супербоула XI и признавался самым ценным его игроком.

## Трофей
Вручаемый лауреату трофей представляет собой фигуру игрока, протягивающего руку, чтобы поймать мяч. Высота статуэтки составляет 18 дюймов, мраморное основание имеет ширину 14 дюймов и толщину 4 дюйма. Вес приза составляет 56 фунтов, он является самым большим среди индивидуальных наград NCAA. Автором приза стал художник Джонатан Ливингстон, моделью для него выступал игрок команды университета штата Флорида Мэтт Фрайер. Униформа и шлем игрока соответствуют середине 1960-х годов. Помимо трофея лауреат награды получает перстень.

## Выборы лауреата
Лауреат награды определяется голосованием членов национального выборного комитета, в состав которого входят журналисты, спортивные комментаторы, аналитики, обладатели награды прошлых лет, игроки и тренеры. Представители Quarterback Club Foundation в выборах победителя не участвуют. Претендентом на награду может являться любой игрок, действующий на приёме, независимо от его амплуа: ресивер, тайт-энд или раннинбек. Лауреат награды ежегодно объявляется во время церемонии вручения призов студенческого футбола College Football Awards Show, организуемой каналом ESPN.
Первым в истории обладателем приза стал Бобби Инграм, выступавший за команду университета штата Пенсильвания. Два игрока становились лауреатами награды по два раза подряд. В 2007 и 2008 годах это удалось Майклу Крэбтри из Техасского технологического университета, в 2010 и 2011 годах награду получал Джастин Блэкмон, представлявший университет штата Оклахома. Крэбтри, набравший в сезоне 2007 года 1962 ярда с 22 тачдаунами, стал первым новичком, которому удалось получить награду. Действующим обладателем награды является игрок команды Питтсбургского университета Джордан Аддисон.

### Список обладателей награды
| Условные цветовые обозначения              |
| ------------------------------------------ |
| Действующие игроки НФЛ на сезон 2022 года  |
| Члены Зала славы профессионального футбола |

- Цифра в скобках означает число наград, полученных игроком либо представителями университета

| Год  | Победитель          | Фото               | Университет                            | Достижения за сезон                                   | Финалисты                                                      |
| ---- | ------------------- | ------------------ | -------------------------------------- | ----------------------------------------------------- | -------------------------------------------------------------- |
| 1994 | Бобби Инграм        |                    | Пенн Стейт                             | 52 приёма на 1029 ярдов, 7 тачдаунов                  | Джек Джексон (Флорида) Фрэнк Сандерс (Оберн)                   |
| 1995 | Терри Гленн         |                    | Огайо Стейт                            | 64 приёма на 1411 ярдов, 17 тачдаунов                 | Кишон Джонсон (ЮСК) Бобби Инграм (Пенн Стейт)                  |
| 1996 | Маркус Харрис       |                    | Вайоминг                               | 109 приёмов на 1650 ярдов, 13 тачдаунов               | Рейдел Энтони (Флорида) Рэй Кэррут (Колорадо)                  |
| 1997 | Рэнди Мосс          |                    | Маршалл                                | 96 приёмов на 1820 ярдов, 26 тачдаунов                | Джакез Грин (Флорида) Трой Эдвардс (Луизиана Тек)              |
| 1998 | Трой Эдвардс        |                    | Луизиана Тек                           | 140 приёмов на 1996 ярдов, 27 тачдаунов               | Торри Холт (Эн Си Стейт) Питер Уоррик (Флорида Стейт)          |
| 1999 | Трой Уолтерс        |                    | Стэнфорд                               | 74 приёма на 1456 ярдов, 10 тачдаунов                 | Тревор Инсли (Невада) Питер Уоррик (Флорида Стейт)             |
| 2000 | Антонио Брайант     |                    | Питтсбург                              | 68 приёмов на 1302 ярда, 11 тачдаунов                 | Снуп Миннис (Флорида Стейт) Фредди Митчелл (УКЛА)              |
| 2001 | Джош Рид            |                    | ЛСЮ                                    | 94 приёма на 1740 ярдов, 7 тачдаунов                  | Ли Эванс (Висконсин) Джабар Гаффни (Флорида)                   |
| 2002 | Чарлз Роджерс       |                    | Мичиган Стейт                          | 68 приёмов на 1351 ярд, 13 тачдаунов                  | Шон Макдоналд (Аризона Стейт) Нейт Берлсон (Невада)            |
| 2003 | Ларри Фицджералд    |                    | Питтсбург (2)                          | 92 приёма на 1672 ярда, 22 тачдауна                   | Майк Уильямс (ЮСК) Марк Клейтон (Оклахома)                     |
| 2004 | Брейлон Эдвардс     |                    | Мичиган                                | 97 приёмов на 1330 ярдов, 15 тачдаунов                | (Пердью) Данте Риджуэй (Болл Стейт)                            |
| 2005 | Майк Хасс           |                    | Орегон Стейт                           | 90 приёмов на 1532 ярда, 6 тачдаунов                  | Дуэйн Джарретт (ЮСК) Джефф Самарджия (Нотр-Дам)                |
| 2006 | Келвин Джонсон      |                    | Джорджия Тек                           | 76 приёмов на 1202 ярда, 15 тачдаунов                 | Джефф Самарджия (Нотр-Дам) Джаретт Диллард (Райс)              |
| 2007 | Майкл Крэбтри       |                    | Техас Тек                              | 134 приёма на 1962 ярда, 22 тачдауна                  | Джорди Нелсон (Канзас Стейт) Марио Мэннингем (Мичиган)         |
| 2008 | Майкл Крэбтри (2)   | Техас Тек (2)      | 97 приёмов на 1165 ярдов, 19 тачдаунов | Джереми Маклин (Миссури) Дез Брайант (Оклахома Стейт) |                                                                |
| 2009 | Голден Тейт         |                    | Нотр-Дам                               | 93 приёма на 1496 ярдов, 15 тачдаунов                 | Джордан Шипли (Техас) Фредди Барнс (Боулинг Грин)              |
| 2010 | Джастин Блэкмон     |                    | Оклахома Стейт                         | 111 приёмов на 1782 ярда, 20 тачдаунов                | Райан Бройлс (Оклахома) Алшон Джеффери (Южная Каролина)        |
| 2011 | Джастин Блэкмон (2) | Оклахома Стейт (2) | 122 приёма на 1522 ярда, 18 тачдаунов  | Райан Бройлс (Оклахома) Роберт Вудс (ЮСК)             |                                                                |
| 2012 | Маркиз Ли           |                    | ЮСК                                    | 118 приёмов на 1721 ярд, 14 тачдаунов                 | Стедман Бейли (Западная Виргиния) Терранс Уильямс (Бейлор)     |
| 2013 | Брэндин Кукс        |                    | Орегон Стейт (2)                       | 128 приёмов на 1730 ярдов, 16 тачдаунов               | Майк Эванс (Техас A&M) Сэмми Уоткинс (Клемсон)                 |
| 2014 | Амари Купер         |                    | Алабама                                | 124 приёма на 1727 ярдов, 16 тачдаунов                | Рашард Хиггинс (Колорадо Стейт) Кевин Уайт (Западная Виргиния) |
| 2015 | Кори Коулман        |                    | Бейлор                                 | 74 приёма на 1363 ярда, 20 тачдаунов                  | Джош Доктсон (ТХУ) Лакуон Тредуэлл (Ол Мисс)                   |
| 2016 | Диди Уэстбрук       |                    | Оклахома                               | 80 приёмов на 1524 ярда, 17 тачдаунов                 | Остин Карр (Нортвестерн) Зей Джонс (Восточная Каролина)        |
| 2017 | Джеймс Вашингтон    |                    | Оклахома Стейт (3)                     | 74 приёма на 1549 ярдов, 13 тачдаунов                 | Майкл Гэллап (Колорадо Стейт) Дэвид Силлс (Западная Виргиния)  |
| 2018 | Джерри Джуди        |                    | Алабама (2)                            | 68 приёмов на 1315 ярдов, 14 тачдаунов                | Энди Изабелла (Массачусетс) Тайлен Уоллес (Оклахома Стейт)     |
| 2019 | Джамарр Чейз        |                    | ЛСЮ (2)                                | 84 приёма на 1780 ярдов, 20 тачдаунов                 | Сиди Лэмб (Оклахома) Майкл Питтман (ЮСК)                       |
| 2020 | Девонтей Смит       |                    | Алабама (3)                            | 117 приёмов на 1856 ярдов, 23 тачдауна                | Элайджа Мур (Ол Мисс) Кайл Питтс (Флорида)                     |
| 2021 | Джордан Аддисон     |                    | Питтсбург (3)                          | 100 приёмов на 1593 ярда, 17 тачдаунов                | Дэвид Белл (Пердью) Джеймисон Уильямс (Алабама)                |
| 2022 | Джейлин Хайатт      |                    | Теннесси                               | 67 приёмов на 1267 ярдов, 15 тачдаунов                | Завьер Хатчинсон (Айова Стейт) Марвин Харрисон (Огайо Стейт)   |